# Albert Pintat Santolària
Albert Pintat Santolària, född 23 juni 1943, var regeringschef i Andorra 27 maj 2005–5 juni 2009. Han tillhör Andorras liberala parti (Partit Liberal d'Andorra) och var utrikesminister i Andorra mellan 1997 och 2001.
Han var amabssadör till Europeiska unionen 1995–1997 samt till Schweiz och Storbritannien 2001–2004.
Santolària examinerades 1967 i ekonomi vid Universitetet i Fribourg.